# Kristen Ejner Skydsgaard
Kristen Ejner Buhl Skydsgaard, född 15 november 1902 i Sønder Nærå i Danmark, död 9 februari 1990, var en dansk teolog, präst och från 1937 teol. dr på avhandlingen Metafysik og Tro. En dogmatisk Studie i nyere Thomisme. Mellan åren 1942–1973 var han professor i dogmatik vid Köpenhamns Universitet.
Skydsgaard var specialist på förhållandet mellan romersk-katolsk och evangelisk lärotradition och spelade som sådan en viktig roll vid Andra vatikankonciliet 1962-1965.